# 伯納-依伯特質量
伯納-依伯特質量是天文物理中一個加壓的介質嵌入一個等溫氣體球時，仍然可以維持流體靜力平衡的最大質量。
氣體雲的質量若大於伯納-依伯特質量，無可避免的就會經歷重力坍縮形成更小和更密度更高的天體
。由於一個星際氣雲的重力坍縮是形成原恆星的第一階段，伯納-依伯特質量是研究恆星形成的一價重要數值。  
將氣體雲嵌入一個氣體壓力為{\displaystyle P_{0}}的介質中，伯納-依伯特質量為：
{\displaystyle M_{BE}={c_{BE}v_{T}^{4} \over {P_{0}^{1 \over {2}}G^{3 \over {2}}}}}
此處的G是萬有引力常數，
{\displaystyle v_{T}\equiv {\sqrt {kT \over {\mu m_{H}}}}}
是等溫聲速（{\displaystyle \gamma =1}），和無因次量 {\displaystyle c_{BE}}的數值是
{\displaystyle c_{BE}\simeq 1.18.}